# Droog schraalgrasland van de hogere gronden
Droog schraalgrasland van de hogere gronden is een natuurdoeltype wat bestaat uit een laagblijvend open grasland. De bodem is droog, mesotroof of oligotroof met een pH-waarde van tussen de 3 en de 7. Het water dat dit natuurdoeltype voedt is regenwater. Het natuurdoeltype heeft een diepe grondwaterstand nodig en overstroomt zelden tot nooit. Het natuurdoeltype kan in stand worden gehouden door middel van extensieve begrazing of maaien. Het natuurdoeltype heeft een oppervlakte van minstens 0,5 ha nodig om zichzelf in stand te houden.  

## Plantengemeenschappen
Binnen het droog schraalgrasland van de hogere gronden kunnen meerdere plantengemeenschappen voorkomen. Niet alle plantengemeenschappen hoeven tegelijk voor te komen binnen het natuurdoeltype.
| Nederlandse naam                              | Wetenschappelijke naam                     |
| --------------------------------------------- | ------------------------------------------ |
| vogelpootje-associatie                        | Ornithopodo-Corynephoretum                 |
| associatie van schapengras en tijm            | Festuco-Thymetum                           |
| rompgemeenschap met vroege haver              | RG Aira praecox-[Koelerio-Corynephoretea]  |
| rompgemeenschap met eekhoorngras              | RG Vulpia bromoides-[Plantagini-Festucion] |
| associatie van hengel en gladde witbol        | Hyperico pulchri-Melampyretum pratensis    |
| associatie van liggend walstro en schapengras | Galio-Festucetum ovinae                    |
| associatie van maanvaren en vleugeltjesbloem  | Botrychio-Polygaletum                      |

## Subtypen
Het natuurdoeltype heeft meerdere subtype. Een van de subtype is droog struisgrasland Dit subtype komt voor op kalkrijke (zand)gronden en op podzolgronden. Droog struisgrasland is humusarmer en bevat een dichtere vegetatie dan droog heischraal grasland. Droog heischraal grasland komt voor op de hogere zandgronden en op leemrijke gronden.